# Saison 2020-2021 de l'OGC Nice
Maillots
Chronologie
Saison précédente Saison suivante
La saison 2020-2021 de l'OGC Nice voit le club s'engager dans les deux compétitions nationales que sont la Ligue 1 et la Coupe de France. La Coupe de la Ligue, elle, disparait du calendrier pour cette nouvelle décennie après 27 éditions.
L'équipe, qui a terminé 5e la saison précédente à la suite du classement par quotient mis en vigueur à la suite de l'arrêt prématuré de la saison à cause de la pandémie de Covid-19, renoue avec la Ligue Europa.
L'équipe réserve est engagée dans le championnat de National 3, dans le groupe Groupe Corse-Méditerranée, et évolue au stade Charles-Ehrmann. La section féminine évolue en Division 2 pour la seconde année consécutive.

## Résumé de la saison

### Avant-saison
Le Gym débute sa pré-saison le 8 juin, avec le traditionnel stage de préparation à Divonne-les-Bains prévu du 4 au 10 juillet. Le club aura disputé les matchs de préparation contre les clubs français de l'Olympique lyonnais, l'AS Saint-Etienne et le Stade rennais. Il aura également affronté les écossais du Celtic Glasgow et des Glasgow Rangers ainsi que les Belges du Standard de Liège.

## Effectif professionnel actuel
Pour cette saison 2020-2021, l'équipe première est toujours entrainée par Patrick Vieira qui a réussi à amener le club à la cinquième place l'an passé à la suite de la pandémie de Covid-19, en grande partie grâce au talent du buteur niçois Kasper Dolberg et de l'infatigable Pierre Lees-Melou dans l'entrejeu.
En grisé, les sélections de joueurs internationaux chez les jeunes mais n'ayant jamais été appelés aux échelons supérieur une fois l'âge limite dépassé ou les joueurs ayant pris leur retraite internationale.

## Transferts
| Nom                 | Nationalité   | Poste     | Transfert       | Provenance/Destination                         |
| ------------------- | ------------- | --------- | --------------- | ---------------------------------------------- |
| Arrivées            |               |           |                 |                                                |
| Morgan Schneiderlin | France        | Milieu    | Transfert       | Everton FC (Premier League)                    |
| Amine Gouiri        | France        | Attaquant | Transfert       | Olympique lyonnais (Ligue 1)                   |
| Lucas Da Cunha      | France        | Milieu    | Transfert       | Stade rennais (Ligue 1)                        |
| Hassane Kamara      | Côte d'Ivoire | Défenseur | Transfert       | Stade de Reims (Ligue 1)                       |
| Jordan Lotomba      | Suisse        | Défenseur | Transfert       | BSC Young Boys (Super League)                  |
| Robson Bambu        | Brésil        | Défenseur | Transfert       | CA Paranaense (Brasileirão)                    |
| Jeff Reine-Adélaïde | France        | Milieu    | Prêt avec OA    | Olympique lyonnais (Ligue 1)                   |
| Rony Lopes          | Portugal      | Attaquant | Prêt avec OA    | FC Séville (Liga)                              |
| Adrien Tameze       | Cameroun      | Milieu    | Retour de prêt  | Atalanta Bergame (Serie A)                     |
| Racine Coly         | Sénégal       | Défenseur | Retour de prêt  | FC Famalicão (Primeira Liga)                   |
| Ibrahim Cissé       | Côte d'Ivoire | Défenseur | Retour de prêt  | FC Famalicão (Primeira Liga)                   |
| Dan Ndoye           | Suisse        | Attaquant | Retour de prêt  | Lausanne-Sport (Super League)                  |
| Jean-Victor Makengo | France        | Milieu    | Retour de prêt  | Toulouse FC (Ligue 2)                          |
| Eddy Sylvestre      | France        | Milieu    | Retour de prêt  | AJ Auxerre (Ligue 2)                           |
| Ihsan Sacko         | France        | Attaquant | Retour de prêt  | ES Troyes AC (Ligue 2)                         |
| Yanis Hamache       | France        | Défenseur | Retour de prêt  | Red Star (National)                            |
| Hicham Mahou        | France        | Attaquant | Retour de prêt  | Red Star (National)                            |
| Flavius Daniliuc    | Autriche      | Défenseur | 1er contrat pro | Bayern Munich II (3. Liga)                     |
| Ayodeji Sotona      | Irlande       | Attaquant | 1er contrat pro | Manchester United U18 (Pro Development League) |
| Thomas Trazié       | Côte d'Ivoire | Milieu    | 1er contrat pro | RC Abidjan (Ligue 1 Ivoirienne)                |
| Armel Zohouri       | Côte d'Ivoire | Défenseur | 1er contrat pro | RC Abidjan (Ligue 1 Ivoirienne)                |
| Evann Guessand      | France        | Attaquant | 1er contrat pro | OGC Nice B (National 3)                        |
| Teddy Boulhendi     | Algérie       | Gardien   | 1er contrat pro | OGC Nice B (National 3)                        |
| Départs             |               |           |                 |                                                |
| Jean-Victor Makengo | France        | Milieu    | Transfert       | Udinese Calcio (Serie A)                       |
| Adrien Tameze       | Cameroun      | Milieu    | Transfert       | Hellas Vérone (Serie A)                        |
| Ignatius Ganago     | Cameroun      | Attaquant | Transfert       | RC Lens (Ligue 1)                              |
| Christophe Hérelle  | France        | Défenseur | Transfert       | Stade brestois 29 (Ligue 1)                    |
| Patrick Burner      | France        | Défenseur | Transfert       | Nîmes Olympique (Ligue 1)                      |
| Eddy Sylvestre      | France        | Milieu    | Transfert       | Standard de Liège (Division 1A)                |
| Yanis Hamache       | France        | Defenseur | Transfert       | Boavista FC (Primeira Liga)                    |
| Gautier Lloris      | France        | Défenseur | Transfert       | AJ Auxerre (Ligue 2)                           |
| Moussa Wagué        | Sénégal       | Défenseur | Retour de prêt  | FC Barcelone (Liga)                            |
| Adam Ounas          | Algérie       | Milieu    | Retour de prêt  | SSC Naples (Serie A)                           |
| Riza Durmisi        | Danemark      | Défenseur | Retour de prêt  | Lazio Roma (Serie A)                           |
| Wylan Cyprien       | France        | Milieu    | Prêt avec OAO   | Parme Calcio (Serie A)                         |
| Thomas Trazié       | Côte d'Ivoire | Milieu    | Prêt avec OA    | Lausanne-Sport (Super League)                  |
| Armel Zohouri       | Côte d'Ivoire | Défenseur | Prêt avec OA    | Lausanne-Sport (Super League)                  |
| Lucas Da Cunha      | France        | Milieu    | Prêt sans OA    | Lausanne-Sport (Super League)                  |
| Evann Guessand      | France        | Attaquant | Prêt sans OA    | Lausanne-Sport (Super League)                  |
| Pedro Brazão        | Portugal      | Attaquant | Prêt sans OA    | Lausanne-Sport (Super League)                  |
| Ibrahim Cissé       | Côte d'Ivoire | Défenseur | Prêt sans OA    | LB Châteauroux (Ligue 2)                       |
| Ihsan Sacko         | France        | Attaquant | Prêt sans OA    | Cosenza Calcio (Serie B)                       |
| Malang Sarr         | France        | Défenseur | Libre           | Chelsea FC (Premier League)                    |
| Arnaud Lusamba      | France        | Milieu    | Libre           | Amiens SC (Ligue 2)                            |
| Yannis Clementia    | France        | Gardien   | Libre           | SM Caen (Ligue 2)                              |
| Thomas Valtriani    | France        | Milieu    | Libre           | -                                              |

| Nom               | Nationalité   | Poste     | Transfert       | Provenance/Destination          |
| ----------------- | ------------- | --------- | --------------- | ------------------------------- |
| Arrivées          |               |           |                 |                                 |
| Jean-Clair Todibo | France        | Défenseur | Prêt (OA levée) | FC Barcelone (Premier League)   |
| William Saliba    | France        | Défenseur | Prêt sans OA    | Arsenal FC (Liga)               |
| Brahima Ouattara  | Côte d'Ivoire | Milieu    | 1er contrat pro | RC Abidjan (Ligue 1 Ivoirienne) |
| Jacques Mbiandjeu | Cameroun      | Gardien   | Contrat élite   | EF BDC (Tournoi de Limbé)       |
| Départs           |               |           |                 |                                 |
| Danilo            | Brésil        | Milieu    | Prêt avec OA    | SE Palmeiras (Brasileirão)      |
| Hicham Mahou      | France        | Attaquant | Prêt avec OA    | Lausanne-Sport (Super League)   |
| Brahima Ouattara  | Côte d'Ivoire | Milieu    | Prêt avec OA    | Lausanne-Sport (Super League)   |
| Racine Coly       | Sénégal       | Défenseur | Prêt sans OA    | Amiens SC (Ligue 2)             |

## Détail des matchs

### Matchs amicaux (avant-saison)
L'OGC Nice a affronté 7 équipes lors de sa préparation d'avant saison dans le cadre de sa tournée d'été. Ces équipes sont :
- Olympique lyonnais
- AS Saint-Etienne
- Celtic
- Glasgow Rangers
- Standard de Liège
- FK DAC 1904 Dunajská Streda
- Red Bull Salzbourg
- Stade rennais FC

### Ligue 1

#### Classement
| Rang | Équipe                 | Pts | J  | G  | N  | P  | Bp | Bc | Diff |
| ---- | ---------------------- | --- | -- | -- | -- | -- | -- | -- | ---- |
| 7    | RC Lens P              | 57  | 38 | 15 | 12 | 11 | 55 | 54 | +1   |
| 8    | Montpellier Hérault SC | 54  | 38 | 14 | 12 | 12 | 60 | 62 | −2   |
| 9    | OGC Nice               | 52  | 38 | 15 | 7  | 16 | 50 | 53 | −3   |
| 10   | FC Metz                | 47  | 38 | 12 | 11 | 15 | 44 | 48 | −4   |
| 11   | AS Saint-Étienne       | 46  | 38 | 12 | 10 | 16 | 42 | 54 | −12  |

### Ligue Europa 2020-2021
Les adversaires Européens de l'OGC Nice cette saison sont :
- Bayer Leverkusen
- Hapoël Beer-Sheva
- SK Slavia Prague

## Saison 2020-2021

### Équipementier et sponsors
L'OGC Nice a annoncé, en fin de saison 2019, la prolongation de sa collaboration avec l'équipementier Italien Macron, jusqu'en 2022, qui continue donc d'équiper le club.
L'OGC Nice affiche cette saison pour la seconde année consécutive l'entreprise INEOS sur sa face avant. L'entreprise anglaise est devenue propriétaire du club le 26 août 2019 et en devient également le sponsor titre. Deux autres entreprises du groupe INEOS deviennent par ailleurs sponsor de l'équipe : le constructeur automobile Ineos Grenadier dans le dos, et l'habilleur Belstaff sur la manche.
Parmi les autres sponsors de l'OGC Nice figurent la métropole Nice Côte d'Azur, Winamax et la ville de Nice. Ils sont rejoints cette saison par Actual goup, réseau d'agences d'emploi, qui devient partenaire du Gym pour deux saisons.

### Derbies de la saison

#### Championnat
| Club                   | Aller | Retour | Club         |
| ---------------------- | ----- | ------ | ------------ |
| Olympique de Marseille | 3-2   | 0-3    | OGC Nice     |
| OGC Nice               | 1-2   | 1-2    | AS Monaco FC |

#### Résultats par journée
| Journée   | 01 | 02 | 03 | 04  | 05  | 06 | 07 | 08 | 09 | 10 | 11 | 12  | 13  | 14  | 15  | 16  | 17  | 18  | 19  | 20  | 21  | 22  | 23  | 24  | 25  | 26  | 27  | 28  | 29  | 30  | 31  | 32 | 33  | 34 | 35  | 36 | 37 | 38 |
| --------- | -- | -- | -- | --- | --- | -- | -- | -- | -- | -- | -- | --- | --- | --- | --- | --- | --- | --- | --- | --- | --- | --- | --- | --- | --- | --- | --- | --- | --- | --- | --- | -- | --- | -- | --- | -- | -- | -- |
| Terrain   | D  | E  | E  | D   | E   | D  | E  | D  | E  | D  | E  | D   | E   | D   | D   | E   | D   | E   | E   | D   | E   | D   | E   | D   | E   | D   | E   | D   | E   | D   | E   | D  | E   | D  | E   | D  | D  | E  |
| Résultats | V  | V  | D  | D   | N   | V  | V  | N  | V  | D  | D  | D   | N   | D   | V   | D   | N   | D   | N   | D   | V   | D   | D   | V   | D   | D   | V   | V   | N   | V   | V   | N  | D   | V  | D   | V  | D  | V  |
| Points    | 3  | 6  | 6  | 6   | 7   | 10 | 13 | 14 | 17 | 17 | 17 | 17  | 18  | 18  | 21  | 21  | 22  | 22  | 23  | 23  | 26  | 26  | 26  | 29  | 29  | 29  | 32  | 35  | 36  | 39  | 42  | 43 | 43  | 46 | 46  | 49 | 49 | 52 |
| Place     | 3e | 1e | 6e | 10e | 10e | 8e | 4e | 5e | 4e | 7e | 9e | 11e | 11e | 12e | 11e | 13e | 12e | 13e | 13e | 14e | 12e | 13e | 14e | 13e | 14e | 16e | 13e | 11e | 12e | 11e | 10e | 9e | 10e | 9e | 10e | 9e | 9e | 9e |

Source : lfp.fr (Ligue de football professionnel)
Terrain : D = Domicile ; E = Extérieur. Résultat : D = Défaite ; N = Nul ; V = Victoire.

### Statistiques diverses

#### Meilleurs buteurs
Ligue 1 et coupes
|    | Buteur                | L1 | CDF | EL | Total |
| -- | --------------------- | -- | --- | -- | ----- |
| 1  | Amine Gouiri          | 12 | 0   | 4  | 16    |
| 2  | Kasper Dolberg        | 6  | 0   | 0  | 6     |
| 3  | Pierre Lees-Melou     | 4  | 1   | 0  | 5     |
| 3  | Alexis Claude-Maurice | 4  | 0   | 1  | 5     |
| 3  | Rony Lopes            | 3  | 2   | 0  | 5     |
| 6  | Myziane Maolida       | 3  | 0   | 0  | 3     |
| 6  | Hichem Boudaoui       | 3  | 0   | 0  | 3     |
| 6  | Hassane Kamara        | 2  | 0   | 1  | 3     |
| 6  | Dan Ndoye             | 1  | 0   | 2  | 3     |
| 10 | Dante                 | 2  | 0   | 0  | 2     |
| 10 | Khéphren Thuram       | 2  | 0   | 0  | 2     |
| 12 | Jordan Lotomba        | 1  | 0   | 0  | 1     |
| 12 | Jeff Reine-Adélaïde   | 1  | 0   | 0  | 1     |
| 12 | Youcef Atal           | 1  | 0   | 0  | 1     |
| 12 | Malik Sellouki        | 1  | 0   | 0  | 1     |
| 12 | Flavius Daniliuc      | 1  | 0   | 0  | 1     |
| 12 | Jean-Clair Todibo     | 1  | 0   | 0  | 1     |
| 12 | William Saliba        | 1  | 0   | 0  | 1     |
| #  | CSC                   | 1  | 0   | 0  | 1     |
|    | 18 buteurs            | 50 | 3   | 8  | 61    |

#### Meilleurs passeurs
Ligue 1 et coupes
|   | Passeur               | L1 | CDF | EL | Total |
| - | --------------------- | -- | --- | -- | ----- |
| 1 | Amine Gouiri          | 8  | 1   | 0  | 9     |
| 2 | Alexis Claude-Maurice | 5  | 0   | 0  | 5     |
| 3 | Pierre Lees-Melou     | 3  | 0   | 0  | 3     |
| 3 | Jeff Reine-Adélaïde   | 2  | 0   | 1  | 3     |
| 5 | Hichem Boudaoui       | 2  | 0   | 0  | 2     |
| 5 | Kasper Dolberg        | 2  | 0   | 0  | 2     |
| 5 | Hassane Kamara        | 1  | 1   | 0  | 2     |
| 8 | Dan Ndoye             | 1  | 0   | 0  | 1     |
| 8 | Dante                 | 1  | 0   | 0  | 1     |
| 8 | Myziane Maolida       | 1  | 0   | 0  | 1     |
| 8 | Morgan Schneiderlin   | 1  | 0   | 0  | 1     |
| 8 | Stanley N'Soki        | 0  | 0   | 1  | 1     |
| 8 | Youcef Atal           | 0  | 0   | 1  | 1     |
| 8 | Rony Lopes            | 0  | 0   | 1  | 1     |
|   | 14 passeurs           | 25 | 2   | 4  | 31    |

#### Aiglon du mois
Chaque mois, les internautes élisent le meilleur joueur du mois écoulé sur le site officiel du club.
| Mois      | Joueur                |
| --------- | --------------------- |
| Août      | Amine Gouiri          |
| Septembre | Walter Benítez        |
| Octobre   | ?                     |
| Novembre  | ?                     |
| Décembre  | Jeff Reine-Adélaïde   |
| Janvier   | William Saliba        |
| Février   | Hicham Boudaoui       |
| Mars      | Amine Gouiri          |
| Avril     | Alexis Claude-Maurice |
| Mai       |                       |

### Autres

#### Buts
- Premier but de la saison : Amine Gouiri   23e lors de OGC Nice - RC Lens, le 23 août 2020.
- Dernier but de la saison : William Saliba   57e lors de Olympique Lyonnais - OGC Nice, le 23 mai 2021.
- Premier penalty : Kasper Dolberg   37e (pen.) lors de RC Strasbourg - OGC Nice, le 29 août 2020.
- Premier doublé : Amine Gouiri, à la   23e puis à la   75e lors de OGC Nice - RC Lens, le 23 août 2020.
- Premier triplé :
- But le plus rapide d'une rencontre :  Amine Gouiri   4e lors de OGC Nice - Nîmes Olympique, le 3 mars 2021.
- But le plus tardif d'une rencontre :  Alexis Claude-Maurice   90+4e lors de Nîmes Olympique - OGC Nice, le 16 décembre 2020.
- Plus grande marge : 3 buts
  - Angers SCO 0 - 3 OGC Nice, le 1er novembre 2020.
  - OGC Nice 3 - 0 Angers SCO, le 7 février 2021.
  - OGC Nice 3 - 0 Olympique de Marseille, le 19 mars 2021.
- Plus grand nombre de buts marqués : 3 buts
  - Angers SCO 0 - 3 OGC Nice, le 1er novembre 2020.
  - OGC Nice 3 - 0 Angers SCO, le 7 février 2021.
  - OGC Nice 3 - 0 Olympique de Marseille, le 19 mars 2021.
  - OGC Nice 3 - 1 Montpellier HSC, le 25 avril 2021.
  - OGC Nice 3 - 2 Stade brestois 29, le 9 mai 2021.
  - Olympique Lyonnais 2 - 3 OGC Nice, le 23 mai 2021.
- Plus grand nombre de buts marqués en une mi-temps : 3 buts
  - OGC Nice 3 - 1 Montpellier HSC, le 25 avril 2021.

#### Discipline
- Premier carton jaune :  Dante
- Premier carton rouge :
- Carton jaune le plus rapide : 10e  Dante
- Carton jaune le plus tardif : 45+3e  Hassane Kamara
- Carton rouge le plus rapide :
- Carton rouge le plus tardif :

- Plus grand nombre de cartons jaunes dans un match :  6 contre Strasbourg à l'extérieur (J2)
- Plus grand nombre de cartons rouges dans un match :

## Equipe réserve
Le 24 mars 2021, la compétition est définitivement arrêtée en raison de la pandémie de Covid-19.
|      | \| Rang \| Équipe \| Pts \| J \| G \| N \| P \| Bp \| Bc \| Diff \| \| ---- \| ------------- \| --- \| - \| - \| - \| - \| -- \| -- \| ---- \| \| 7 \| OGC Nice rés. \| 6 \| 6 \| 2 \| 2 \| 2 \| 11 \| 7 \| +4 \| |     |   |   |   |   |    |    |      |
| Rang | Équipe | Pts | J | G | N | P | Bp | Bc | Diff |
| 7    | OGC Nice rés. | 6   | 6 | 2 | 2 | 2 | 11 | 7  | +4   |

## Section féminine
Le 29 octobre, la compétition est suspendue en raison de l'épidémie de Covid-19 en France. Le 23 avril, la compétition est définitivement arrêtée. 
|      | \| Rang \| Équipe \| Pts \| J \| G \| N \| P \| Bp \| Bc \| Diff \| \| ---- \| -------- \| --- \| - \| - \| - \| - \| -- \| -- \| ---- \| \| 4 \| OGC Nice \| 12 \| 6 \| 4 \| 0 \| 2 \| 14 \| 7 \| +7 \| |     |   |   |   |   |    |    |      |
| Rang | Équipe | Pts | J | G | N | P | Bp | Bc | Diff |
| 4    | OGC Nice | 12  | 6 | 4 | 0 | 2 | 14 | 7  | +7   |